# Glargårde
Glargårde er navnet på en række huse og gårde langs Ålborgvej og Visborgvej nord for Hadsund i Visborg Sogn, Hindsted Herred, 1970-2007 Nordjyllands Amt, fra 2007 Region Nordjylland. Bebyggelsen ligger 1 km nord for Hadsund og 2 km fra Visborg (by). Glargårde ligger ud til den gamle Aalborg-Hobro landevej.
Glargårde var Danmarks første glasværk. Det var således Enevold Seefeld fra herregården Visborggård, der i cirka 1550 begyndte en produktion af vinduesglas, drikkeglas og de fineste bemalede glasmosaikker på glasværket. Glasværket var endda en vigtig inspirationskilde for kong Frederik, da han anlagde sine egne glasværker. Der er i nyere tid fortaget udgravninger ved Glargårde hvor der blev fundet glas, som i dag er udstillet på Hadsund Egnssamling.